# Catedral de Santa María de la Anunciación (Cape Girardeau)
La Catedral de Santa María de la Anunciación  (en inglés: Cathedral of St. Mary of the Annunciation) también conocida como la catedral de Santa María, es una catedral católica en Cape Girardeau, Misuri, Estados Unidos. Junto a la catedral de St. Agnes en Springfield, Misuri, es la sede de la diócesis de Springfield-Cape Girardeau.
Se hicieron planes ya en 1858 para establecer una parroquia para la población alemana de Cape Girardeau. La Guerra Civil provocó un retraso en la ejecución de los planes. La propiedad fue adquirida en la esquina de las calles Sprigg y William por $ 650. El terreno estaba listo para la iglesia parroquial en la fiesta de la Anunciación del Señor, el 25 de marzo de 1868 y la primera piedra fue colocada el 2 de agosto. La primera misa se celebró en la iglesia el 2 de febrero de 1869. Una rectoría se construyó en 1885. En 1891 la iglesia fue redecorada y las campanas se colocaron en la torre.
El 2 de julio de 1956 el Papa Pío XII estableció la Diócesis de Springfield-Cape Girardeau, Iglesia Santa Inés en Springfield fue nombrada como la catedral de la nueva diócesis y Santa María como la co-catedral. La rectoría actual fue construida en 1957.

## Véase también

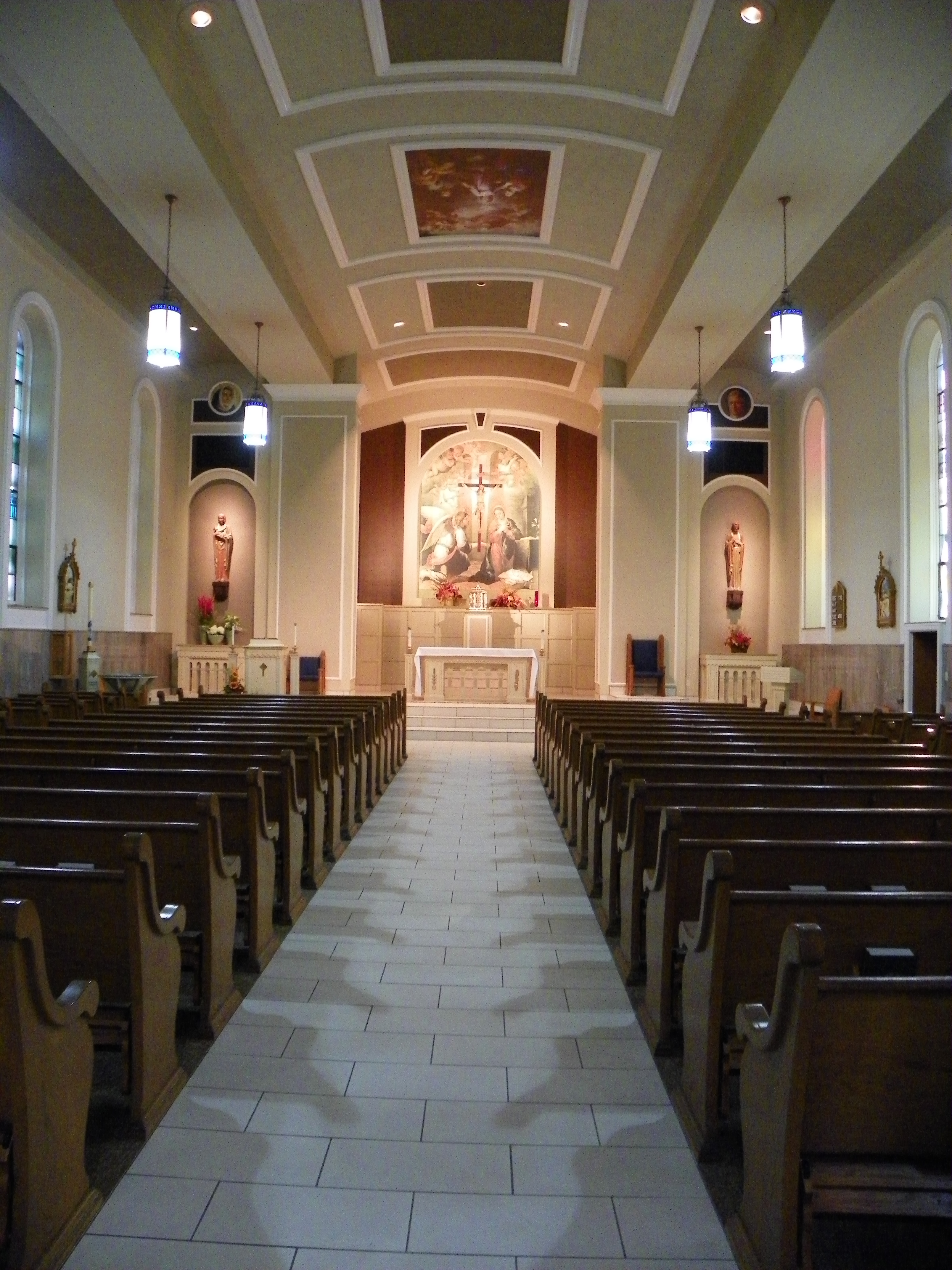
Vista interna